# Lamprogaster obliqua
Lamprogaster obliqua är en tvåvingeart som beskrevs av Frey 1930. Lamprogaster obliqua ingår i släktet Lamprogaster och familjen bredmunsflugor. Inga underarter finns listade i Catalogue of Life.